# André Bork
Andreas Christoph Bork, kendt som André Bork (født 6. januar 1854 i København, død 1. september 1932 i Lillerød) var en dansk xylograf.
Bork var søn af skomagermester, senere rentier Heinrich Wilhelm Bork (tysk født 1818, død i København 1883) og Engeline Maria f. Espersen (1816–1873). Han lærte hos H.P. Hansen i fire år og gik samtidig på Det tekniske Selskabs Skole, hvorfra han i 1871 kom på Kunstakademiet, hvis almindelige forberedelsesklasse han kun besøgte et kvartal. Endnu samme år rejste han til Stuttgart og i 1883 til Wien, hvor han arbejdede i to år. Efter den tid var han i kunstnerisk virksomhed flere steder i udlandet, således i München ved illustrationerne til Goethes Faust (efter tegninger af Rudolf von Seitz) og til Fliegende Blätter, derpå i Paris, hvor han skar illustrationer til Victor Hugos Les travailleurs de la Mer, i Berlin og 1888 i Florens, hvor han udførte et træsnit efter Sassoferratos Madonna, derpå i Holland og i London, indtil han endelig i 1893 tog fast ophold i København (Frederiksberg) og oprettede et xylografisk atelier.
Han har i Danmark skåret træsnit efter nogle af Hans Tegners illustrationer til Holberg m.m.; og udstillede fra 1884 træsnit efter forskellige malere. Bork udførte også eventyrtegninger (efter Erik Werenskiold). Desuden har han skåret flere store portrætter efter fotografi bl.a. Georg Brandes, P.S. Krøyer, Carl Jacobsen (1901), Bjørnstjerne Bjørnson o.a. for en del til Illustreret Familie Journal.
Han er begravet på Assistens Kirkegård.

## Portrætter
Oversigten er baseret på de portrætteredes biografier i Dansk Biografisk Leksikon.
- Otto Bache (1900)
- Herman Bang (1884)
- Sophus Bauditz (1901, efter foto)
- L.A. Bie (1885)
- Vilhelm Bissen (1902, efter foto)
- Bjørnstjerne Bjørnson
- Georg Brandes (1897, efter foto)
- Christian 10.
- Poul la Cour (1900)
- Jacob Davidsen (1885)
- C.T. Engelstoft (1885)
- Julius Exner (1896, efter foto)
- C.E. Fenger (1884)
- Hilmar Finsen (1884)
- Niels Finsen (1899)
- Lorenz Frølich (1901, efter foto)
- N.F.S. Grundtvig (efter maleri af P.C. Skovgaard)
- J.P.E. Hartmann
- Axel Heide (1901, efter foto)
- Betty Hennings (1895, efter foto)
- Vilhelm Herold (1901, efter foto)
- Haakon 7. af Norge (1894 og efter foto 1896)
- Carl Jacobsen (1901, efter foto)
- J.P. Jacobsen (1885)
- J.A. Jerichau (1885)
- Gustav Johannsen (1902, efter foto)
- P.S. Krøyer (1895, efter foto)
- Peter Mariager (1884)
- Nielsine Nielsen (1885)
- Martin Nyrop (1900, efter foto)
- U.P. Overby (1904)
- Jakob Paulli (1900, efter foto)
- Ludvig Phister
- Andreas du Plessis de Richelieu (1901, efter foto)
- Emil Poulsen (to udgaver, det ene 1896 efter foto, det andet i rolle)
- Olaf Poulsen
- Niels Rasmussen (1885)
- Carl Reisz (1899)
- Theodor Rumohr (1884)
- J.C. Schiødte (1884)
- Thomas Riise Segelcke (1901, efter foto)
- Thorkild Rovsing (1900, efter foto)
- Peter Schram (1895, efter foto)
- Niels Juel Simonsen (1899, efter foto)
- Stephan Sinding (1897, efter foto)
- Harald Stein
- Hans Sveistrup (1885)
- Emma Thomsen (1897, efter foto)
- Julius Thomsen (1899, efter foto)
- Vilhelm Thomsen (1900, efter foto)
- C.F. Tietgen (1896, efter foto)
- Herman Trier (1899, efter foto)
- Prins Valdemar (1886, efter tegning af Knud Gamborg)
- Frederik Vermehren (1897, efter foto)
- Eugen Warming (1899)